# Mademoiselle Docteur (film, 1937)
Pour les articles homonymes, voir Mademoiselle Docteur.
Pour plus de détails, voir Fiche technique et Distribution.
Mademoiselle Docteur est un film d'espionnage britannique réalisé par Edmond T. Gréville, sorti le 6 décembre 1937 à Londres. 
Il s’agit de la version anglaise du film français Salonique, nid d'espions, également connu sous le titre de Mademoiselle Docteur, tourné la même année en France par le cinéaste allemand Georg Wilhelm Pabst. Les deux films ont exactement la même intrigue, mais il y a des différences dans la distribution entre les deux. En particulier, Erich von Stroheim ne figure pas dans la version française. Le film s'inspire des activités d'Elsbeth Schragmüller, scientifique et espionne allemande, plus connue sous le surnom de Fräulein Doktor (en français Mademoiselle Docteur), durant la Première Guerre Mondiale.

## Synopsis
À Berlin, deux ans avant la Première Guerre mondiale, une jeune étudiante en médecine tombe amoureuse d’un de ses patients qui s’avère être un espion du Reich. Après l'élimination de ce dernier, elle s'engage pour essayer de le venger dans les services secrets allemands. En 1916, elle est envoyée en mission à Salonique, port stratégique d'où partent les opérations militaires des Alliés vers les Balkans. Sous la fausse identité d'une baronne suédoise au service de la Croix-Rouge, elle réussit à s'introduire au quartier général du commandement allié. Elle y rencontre un bel officier britannique dont elle s'éprend sur le champ. S'ensuit, pour elle, un dilemme entre le devoir et l'amour.

## Fiche technique
- Titre original : Mademoiselle Docteur (au Royaume-Uni)
- Titre américain : Under Secret Orders
- Titre français : Mademoiselle Docteur
- Réalisation : Edmond T. Gréville
- Scénario : Marcel Achard, Ernest Betts et Jacques Natanson, d’après un scénario original de Georges Neveux et Irma von Cube
- Adaptation : Rudolf Bernauer
- Dialogues : Basil Mason
- Directeur de la photographie : Otto Heller
- Musique : Hans May
- Direction artistique : Oskar Werndorff
- Assistant réalisateur : Vincent Permane
- Producteurs : Max Schach et Isadore Goldsmith
- Sociétés de production: Grafton Films et Trafalgar Film Productions Ltd.[1]
- Lieu de tournage : studios Gainsborough Pictures à Islington, Londres[2]
- Pays de production :  Royaume-Uni
- Langue originale : anglais britannique
- Format : noir et blanc — 1,37:1 — son : mono
- Genre : espionnage, guerre
- Durée : 84 minutes
- Dates de sortie : 
  - Royaume-Uni : 6 décembre 1937 (Londres)
  - Royaume-Uni : 27 juin 1938 (sortie nationale)
  - Royaume-Uni : 1er juillet 1943 (New York City)[3]

## Distribution
- Dita Parlo : Dr Anne-Marie Lesser
- John Loder : lieutenant Peter Carr
- Erich von Stroheim : colonel W. Mathesius / Monsieur Simonis
- Claire Luce : Gaby
- Gyles Isham : lieutenant Hans Hoffman
- Clifford Evans (en) : René Coudoyan
- John Abbott : Armand
- Anthony Holles : Mario
- Edward Lexy : l'ordonnance du lieutenant Peter Carr
- Robert Nainby : le général français
- Bryan Powley : colonel Burgoyne
- Molly Hamley-Clifford : Madame Samuloi, la propriétaire du Blue Peacock
- Raymond Lovell : colonel von Steinberg
- Frederick Lloyd : colonel Marchand, le supérieur du lieutenant Carr
- Claude Horton : capitaine Fitzmaurice
  - Stewart Granger apparaît dans un petit rôle

## Production
Le producteur autrichien Max Schach, achète l’exclusivité des droits du film français Salonique, nid d'espions ou Mademoiselle Docteur de Georg Wilhelm Pabst pour les pays anglo-saxons, et propose la réalisation de ce remake à Edmond T. Gréville. Schach veut repartir de zéro, afin de ne pas faire de doublon avec le premier film. Il n'a qu'une seule exigence : Dita Parlo (l'inoubliable interprète de Juliette dans L'Atalante (1934) de Jean Vigo), dont il est fou amoureux, doit avoir le premier rôle. Gréville accepte sur le champ, convaincu par une avance importante et saisissant ainsi l’occasion d’engager Erich von Stroheim, dans le double rôle du colonel Mathesius / Monsieur Simonis. Il admirait le comédien depuis plusieurs années (il écrivit de nombreux articles à sa gloire) et Mademoiselle Docteur marqua le début de leur amitié – Gréville tournera plus tard avec lui Menaces (1940) et L’Envers du Paradis (1953).
« On m’a affirmé depuis que Claire Luce appartenait aux services de renseignements des États-Unis. C’est possible, car elle dégageait beaucoup de mystère et se déplaçait de façon anormale. Dita Parlo fut elle-même plus tard suspectée d’être un agent nazi. Pour un film d’espionnage, pouvais-je trouver mieux que ces deux femmes ? » (Edmond T. Gréville, Trente-cinq ans dans la jungle du cinéma, Institut Lumière/Actes Sud).
Le scénario de Mademoiselle Docteur s’inspire largement de la vie d’Elisabeth Schragmüller, scientifique allemande devenue espionne, surnommée "Fräulein Doktor" (littéralement « Mademoiselle Docteur »). Celle-ci a dirigé le "service France" du centre d’espionnage allemand d’Anvers, entre 1915 et 1918. Elle est notamment restée dans les mémoires pour avoir formé une autre célèbre espionne : Mata Hari. On notera que le même sujet a été traité par le cinéaste américain Sam Wood dans un film de 1934, L'Espionne Fräulein Doktor (Stamboul Quest), avec Myrna Loy dans le rôle-titre.

### Le producteur Max Schach
Max Schach, de son vrai nom Max Schacher, est un producteur autrichien de films. Il est particulièrement associé au cinéma britannique, où il a été une figure de proue durant le boom du milieu des années 1930. Né en 1886 dans une famille juive à Čenta, qui faisait alors partie de l’Empire austro-hongrois, il a travaillé en Allemagne pendant de nombreuses années comme journaliste, et a été particulièrement remarqué comme critique de théâtre et plus tard de cinéma. Il s’est impliqué dans l’industrie cinématographique allemande à l’époque du muet, exerçant diverses activités au sein des studios berlinois de la UFA, munichois d'Emelka et de la succursale allemande d'Universal Pictures. Il a personnellement produit plusieurs films, dont certains réalisés par le metteur en scène autrichien Karl Grune.
Il émigre en Grande-Bretagne en 1934 après l'arrivée au pouvoir d'Adolf Hitler. À la suite du succès international de La vie privée d’Henri VIII (1933) d’Alexander Korda, Schach obtient l’appui financier de la ville de Londres qui souhaite investir dans l’industrie cinématographique britannique en pleine croissance. Entre fin 1934 et fin 1937, il produit dix-huit films à gros budget destinés aux marchés internationaux. Toutefois, ses nombreuses sociétés cinématographiques, Capitol, Cecil, Trafalgar et Buckingham, cessent généralement leurs activités après seulement un ou deux films.
Beaucoup d’autres exilés européens germanophones, notamment Fritz Kortner, Richard Tauber et Karl Grune, sont employés dans ses films et en raison de ses budgets somptueux, Schach réussit à attirer des personnalités d'autres sociétés cinématographiques plus établies. Alors que certains films comme Le sultan rouge (1934) de Karl Grune et les films musicaux avec Richard Tauber, À nous la musique (1936) de Walter Forde et Pagliacci (1936) de Karl Grune sont des succès, beaucoup d'autres sont des échecs financiers. Cette situation place ses financiers sous une pression considérable avec des pertes de 1,5 million de livres sterling; et en 1937 une récession frappe l’industrie cinématographique britannique. Plusieurs entreprises, dont celles de Max Schach, ferment leurs portes. Alors qu'Alexander Korda est largement blâmé pour son extravagance aux studios Denham, l'historienne Rachael Low pense que Schach et ses associés en sont davantage responsables. En conséquence, le gouvernement britannique adopte une nouvelle loi sur les quotas qui restreignait considérablement les opportunités de travail des immigrés dès 1938. Max Schach est désormais dans l'impossibilité de produire un seul film. L'échec de son empire cinématographique a conduit à une longue affaire judiciaire. Il a continué à vivre en Grande-Bretagne et est décédé dans le quartier londonien de Chelsea en 1957.

## Autour du film
D'autres films ont été réalisés, notamment dans les années 1930, sur la vie et les activités de renseignement d'Elsbeth Schragmüller, alias Fräulein Doktor :
- L'Espionne Fräulein Doktor (1934) de Sam Wood avec Myrna Loy dans le rôle titre
- Salonique, nid d'espions ou Mademoiselle Docteur (1937) de Georg Wilhelm Pabst avec Dita Parlo dans le rôle titre
- Fräulein Doktor (1969) d'Alberto Lattuada avec Suzy Kendall dans le rôle titre